# 恋におちたシェイクスピア
『恋におちたシェイクスピア』（こいにおちたシェイクスピア、Shakespeare in Love）は、1998年のアメリカ合衆国・イギリスのロマンティック・コメディ映画。

## 概要
ユニバーサル・ピクチャーズとミラマックスの共同製作で、UIPが日本国内での配給を担当した。監督はジョン・マッデン。脚本はトム・ストッパード。主演はグウィネス・パルトローとジョセフ・ファインズ。第71回アカデミー作品賞ならびに第56回ゴールデングローブ賞 コメディ・ミュージカル部門作品賞、ベルリン国際映画祭銀熊賞受賞作品。
『ロミオとジュリエット』の初演を背景とし、若かりし日のウィリアム・シェイクスピアと彼を信奉する上流階級の娘ヴァイオラとの恋愛を描く悲喜劇の恋愛映画。ヒロインの名は、シェイクスピアの喜劇で、妹が兄の名を名乗って男装する『十二夜』の登場人物ヴァイオラと同名である。作中にはシェイクスピアを始め、エリザベス1世やクリストファー・マーロウなど、エリザベス朝を彩る歴史上の人物が多数登場する。また、トマス・ケントが女性であることを暴く陰気な少年ジョン・ウェブスターも実在の人物で、暗く残酷な作風で知られた劇作家である。

## ストーリー
ペストが蔓延し劇場の閉鎖が相次ぐロンドン。長いスランプから脱したウィリアム・シェイクスピアはローズ座で上演すべく『ロミオとジュリエット』の準備を行っていた。一方、芝居好きの資産家の娘ヴァイオラは、貴族との縁戚を望む両親のため、貧乏貴族のウェセックス卿との意に染まぬ結婚を前にしていた。ウェセックス卿は結婚の直後に、夫婦でアメリカの農園に移り住む計画を立てていた。
当時の演劇では、風紀上の問題があるとされて女性は舞台に立つことができず、女装した変声期前の男性俳優が女性を演じていた。ヴァイオラは男装してトマス・ケントと名乗り、劇団に潜り込んで、抜群の演技力でロミオの役を得る。ヴァイオラの男装はシェイクスピアの知るところとなるが、シェイクスピアはこれを黙認する。既婚者のシェイクスピアは、以前から女性の姿のヴァイオラに恋しており、2人は決して結婚できぬ間柄と知りつつ、忍んで逢う仲となる。このとき、ある若い貴族の男性に贈ったとされるシェイクスピアのソネット「君を夏の日に喩えようか」がヴァイオラに贈った詩として使われる。
芝居の準備は順調に進んでいたが、トマス・ケントが女性であることが、一座の面々や、王室の祝典局長の知るところとなってしまう。それ以来ヴァイオラは姿を消し、シェイクスピアがロミオ役を務めることになった。しかし本番当日、ジュリエット役の俳優が上演の直前に変声期を起こす。幕が開けられないと呆然とする一座の前に、結婚式を終えた直後のヴァイオラが駆けつける。かくして相手役のジュリエットの台詞が完璧に入っているヴァイオラが、「女装した男性の俳優」としてジュリエットを演じることになった。恋する2人はヴェローナの恋人を迫真の演技で演じ、芝居は大成功する。
終演の直後、禁じたはずの劇の上演を知った祝典局長が兵士を引き連れ、乗り込んでくる。だがそこに、お忍びで客席にいた芝居好きの女王エリザベスが現れる。女王は、一度宮廷で会ったことのあるヴァイオラに対し、「トマス・ケント」としての労いの言葉をかける。女王の臨席した芝居が風紀違反などありえぬとなって、一座は無罪放免される。
風紀紊乱の罪は免れたものの、神の前で誓った結婚の取り消しは女王にとっても成し得ないことだった。ヴァイオラはウェセックス卿の妻となる運命を受け入れて、アメリカに行くこととなる。ヴァイオラを失ったが、『ロミオとジュリエット』の大成功で劇作家としての名声を確立したシェイクスピアは、女王の命令で新たな芝居の制作を始める。『十二夜』と題するその新作喜劇の構想を練るシェイクスピアは、アメリカに渡ったヴァイオラの新しい人生を夢想する。難破した船から一人生き残ったヴァイオラが、アメリカ大陸に上陸するシーンで映画は幕を閉じる。

## キャスト
| 役名                       | 俳優                       | 日本語吹替 |
| -------------------------- | -------------------------- | ---------- |
| ヴァイオラ・デ・レセップス | グウィネス・パルトロー     | 山崎美貴   |
| ウィリアム・シェイクスピア | ジョセフ・ファインズ       | 山本健翔   |
| フィリップ・ヘンズロー     | ジェフリー・ラッシュ       | 壌晴彦     |
| ウェセックス卿             | コリン・ファース           | 大塚芳忠   |
| ヒュー・フェニマン         | トム・ウィルキンソン       | 小島敏彦   |
| ネッド・アレン             | ベン・アフレック           | 山路和弘   |
| エリザベス女王             | ジュディ・デンチ           | 片岡富枝   |
| クリストファー・マーロウ   | ルパート・エヴェレット     | 高橋広司   |
| ジョン・ウェブスター       | ジョー・ロバーツ           | 石田彰     |
| ウィル・ケンプ             | パトリック・バーロー       | 伊藤和晃   |
| リチャード・バーベッジ     | マーティン・クランス       | 池田勝     |
| ロザライン                 | サンドラ・レイントン       | 竹村叔子   |
| ティルニー                 | サイモン・キャロウ         | 伊井篤史   |
| ノル                       | バーナビー・ケイ           | 青山穣     |
| ラルフ・バッシュフォード   | ジム・カーター             | 田原アルノ |
| ウォバッシュ               | マーク・ウィリアムズ       | 稲葉実     |
| ジェームズ・ヘミングス     | グレゴア・トラッター       | 吉見一豊   |
| デ・レセップス夫人         | ジル・ベーカー             | 定岡小百合 |
| メイド                     | アンバー・グロソップ       | 松谷彼哉   |
| サム                       | ダニエル・ブロックルバンク | 家中宏     |
| 乳母                       | イメルダ・スタウントン     | 久保田民絵 |
| 少女                       | -                          | 大坂史子   |

## スタッフ
- 監督：ジョン・マッデン
- 製作総指揮：ボブ・ワインスタイン／ジュリー・ゴールドスタイン
- 製作：デヴィッド・パーフィット（英語版）／ドナ・ジグリオッティ／ハーヴェイ・ワインスタイン／エドワード・ズウィック
- 製作/脚本：マーク・ノーマン
- 脚本：トム・ストッパード
- 撮影：リチャード・グレートレックス（英語版）
- 美術：マーティン・チャイルズ（英語版）／ジル・クォーティアー
- 衣装：サンディ・パウエル
- 編集：デヴィッド・ギャンブル（英語版）
- 音楽：スティーヴン・ウォーベック

## 主な賞歴

### 受賞
- 第71回アカデミー賞：作品賞／脚本賞／主演女優賞／助演女優賞／音楽賞／美術賞／衣装デザイン賞
- 第56回ゴールデングローブ賞：作品賞（ミュージカル・コメディ部門）／脚本賞／主演女優賞（ミュージカル・コメディ部門）
- 第52回英国アカデミー賞：作品賞／助演女優賞／編集賞
- 第8回MTVムービー・アワード：キス・シーン賞
- 第4回クリティクス・チョイス・アワード：オリジナル脚本賞
- 第49回ベルリン国際映画祭：銀熊賞（個人業績賞）
- 第33回全米映画批評家協会賞：助演女優賞
- 第65回ニューヨーク映画批評家協会賞：脚本賞
- 第73回キネマ旬報ベスト・テン：委員選出外国語映画部門第1位／読者選出外国語映画第1位
- 第23回日本アカデミー賞：優秀外国映画賞

### ノミネート
- 第71回アカデミー賞：監督賞／助演男優賞／撮影賞／メイクアップ賞／音響賞／編集賞
- 第56回ゴールデングローブ賞：監督賞／助演男優賞／助演女優賞
- 第52回英国アカデミー賞：監督賞／オリジナル脚本賞／主演男優賞／主演女優賞／助演男優賞／作曲賞／撮影賞
- 第8回MTVムービー・アワード：作品賞／女優賞／男優部門ブレイクスルー演技賞
- 第4回クリティクス・チョイス・アワード：作品賞

## 関連商品

### サウンドトラック
- 1999年4月29日、ソニー・ミュージックエンタテインメントより発売。

1. パートナーシップのはじまり
2. ヴァイオラ、オーディションをうける
3. くたばれ！
4. レセップス家でのダンス
5. 娘のつとめ
6. ヴァイオラの部屋で
7. 新しい世界
8. ラヴ&ザ・リハーサル
9. ウェセックス卿、到着
10. グリニッジ宮
11. 口論
12. マーローの訃報

13. ラヴ&ジ・エンド・オブ・ザ・トラジェディー
14. ミッシング・シーン
15. けんか
16. 芝居と結婚
17. ウェセックス卿、花嫁を見失う
18. プロローグ
19. ザ・プレイ（パート1）
20. ザ・プレイ（パート2）
21. カーテン・コール
22. 涙の別れ
23. "ジ・エンド"

### 書籍
- 1999年4月にビーアールサーカスよりフォト・ストーリーブックが、愛育社よりシナリオ対訳本が出版された。

## 翻案

### リー・ホールの『恋におちたシェイクスピア』
2011年11月に『ヴァラエティ』により、ディズニー・シアトリカル・プロダクションズがロンドンでソニア・フリードマン・プロダクションズとともに映画の舞台版を制作しようとしているということが報じられた。2013年11月に公式に上演予定が告知された。リー・ホールが台本を担当し、チーク・バイ・ジョウルのデクラン・ドネランが演出を担当した。2014年7月22日にロンドンのウェスト・エンドにあるノエル・カワード劇場で初演された。 このプロダクションは『デイリー・テレグラフ』、『インデペンデント』、『ガーディアン』から好評を博した。

### シェイクスピア物語〜真実の愛〜
2016年12月から2017年1月まで、神奈川芸術劇場にて元生茂樹、福山桜子台本による日本語の舞台版の翻案『シェイクスピア物語〜真実の愛〜』が上演された。上川隆也がシェイクスピア役、観月ありさがヴァイオラ役を演じた。
2022年4月にはKAAT 神奈川芸術劇場ホール、5月には森ノ宮ピロティホールにて佐藤幹夫とモトイキシゲキが脚本・演出を担当した舞台『「シェイクスピア物語〜真実の愛〜」〜SHAKESPEARE OF TRUE LOVE〜』が上演された。シェイクスピア役は内博貴が演じた。

## パロディ
本作のパロディとして、1999年にジョー・ナスバウムの監督による短編映画『恋におちたジョージ・ルーカス』（George Lucas in Love）が作られている。